# Oktavian (Name)
Oktavian (von lateinisch Octavianus, englisch Octavian, spanisch Octaviano, französisch Octavien, polnisch Oktawian, rumänisch Octavian, italienisch Ottaviano) ist ein männlicher Vorname. Die weibliche Form ist Oktavia.

## Herkunft und Bedeutung
Der Name leitet sich von dem lateinischen Gentilnamen Octavius ab, der sich wiederum von dem in vorklassischer Zeit gebräuchlichen Praenomen Octavus (lat. für der achte) ableitet.

## Varianten
- Oktavius, Oktavianus (lateinisch)
- Octavien (französisch)
- Octaviano, Ottaviano (italienisch)
- Oktawian (polnisch)

## Bekannte Namensträger

### Oktavian / Octavian / Octavien
Antike und Mittelalter
- Kaiser Augustus (* 63 v. Chr.; † 14 n. Chr.), geboren als Gaius Octavius. Nach der Adoption durch Gaius Iulius Caesar war sein formeller römischer Name Gaius Iulius Caesar Octavianus, den er in dieser Form wohl nie geführt hat. In der modernen Geschichtswissenschaft wird er für die Zeit bis zur Verleihung des Titels Augustus dennoch mit Octavian oder Oktavian bezeichnet.
- Papst Johannes XII. (937/939–964), (ursprünglich Oktavian von Spoleto)

Neuzeit (alphabetisch)
- Octavian Goga (1881–1938), rumänischer Dichter, Dramenautor und Politiker
- Octavian Grigore (* 1964), rumänischer Fußballtrainer
- Octavian Iliescu (1919–2009), rumänischer Numismatiker
- Octavian Joseph Graf Kinsky (1813–1896), Begründer der Kinsky-Pferdezucht
- Octavian Naghiu (1933–2015), rumänischer Opernsänger
- Octavien de Saint-Gelais (1468–1502), französischer Kleriker, Dichter und Übersetzer
- Oktavian Schmucki OFMCap (1927–2018), Schweizer Kapuziner, Autor, Ordenshistoriker und Religionsforscher
- Octavian Șovre (* 1973), rumänischer Fußballschiedsrichterassistent
- Octavian Ursu (* 1967), Oberbürgermeister von Görlitz

Künstlername
- Octavian (Sänger) (* 1993), bürgerlich Octavian Rasinariu, deutscher Sänger und Songwriter
- Octavian (Rapper) (* 1996), bürgerlich Octavian Oliver Godji, britisch-französischer Rapper

### Octaviano / Ottaviano
Mittelalter (chronologisch)
- Gegenpapst Viktor IV. (1095–1164), (ursprünglich Octaviano de Montecello)
- Ottaviano di Paoli (12. Jahrhundert bis 1206), italienischer Kardinal der Römischen Kirche
- Ottaviano di Paoli de’ Conti di Segni (12. Jahrhundert bis 1234), italienischer Kardinal
- Ottaviano Ubaldini (1213 oder 1214 bis 1272 oder 1273), Kardinal der Römischen Kirche und päpstlicher Diplomat
- Ottaviano da Faenza (um 1270 bis nach 1323), italienischer Maler des Mittelalters
- Ottaviano Nelli (um 1375 bis um 1444), umbrischer Maler des frühen Quattrocento

Neuzeit (alphabetisch)
- Ottaviano Andriani (* 1974), italienischer Langstreckenläufer
- Ottaviano di Campofregoso (1470–1524), 44. Doge der Republik von Genua
- Ottaviano Dell’Acqua (* 1955), italienischer Stuntman und Schauspieler
- Ottaviano Del Turco (1944–2024), italienischer Politiker (PSI, SDI)
- Octaviano Larrazolo (1859–1930), US-amerikanischer Politiker
- Octaviano Márquez y Tóriz (1904–1975), mexikanischer Geistlicher, römisch-katholischer  Erzbischof von Puebla de los Ángeles
- Ottaviano Fabrizio Mossotti (1791–1863), italienischer Physiker
- Ottaviano Nonni (1536–1606), italienischer Architekt, Bildhauer und Maler
- Octaviano Olympio (1860–1940), afrikanischer Händler, Förderer der späteren togolesischen Hauptstadt und der Bürger von Lomé (Togo)
- Octaviano Pereira de Albuquerque (1866–1949), brasilianischer Geistlicher, römisch-katholischer Bischof von Campos
- Ottaviano Petrucci (1466–1539), italienischer Buchdrucker und der erste bedeutende Musikverleger
- Ottaviano Raggi (1592–1643), italienischer Bischof und Kardinal

Zwischenname
- Armando Ottaviano Quintavalle (1894–1967), italienischer Kunsthistoriker

### Fiktion
- Hosenrolle in Der Rosenkavalier, Komödie von Hugo von Hofmannsthal und Richard Strauss